# Goo Hara
Goo Ha-ra, més coneguda pel seu monònim Hara, (Gwangju, 13 de gener de 1991 - Seül, 24 de novembre de 2019) va ser una cantant i actriu sud-coreana. Va ser membre del grup musical coreà Kara, i també va participar en sèries com City Hunter (2011). Va debutar com a solista al juliol de 2015 amb la publicació del seu EP Alohara (Can You Feel).

## Educació i vida primerenca
Goo Ha-ra va néixer el 13 de gener de 1991 a la ciutat de Gwangju, Corea del Sud. Va participar en el S.M. Entertainment's youth appearance tournament de 2005. L'any 2007 va realitzar sense èxit una prova per a unir-se a JYP Entertainment.
Va assistir a la Universitat Femenina de Sungshin.
L'any 2008 es va unir al grup musical de noies Kara, després de la sortida de Kim Sung-hee.

## Vida personal
El 5 de gener de 2010, en l'espectacle de telerealitat Strong Heart de la SBS, va admetre haver-se sotmès a cirurgia plàstica facial menor i dental. Va declarar que sempre va tenir doble parpella, però la cirurgia ho va fer encara més definit.
El 19 de gener de 2011 es va anunciar el final del seu contracte amb el segell DSP Media, juntament amb altres tres membres de Kara, i es va presentar una demanda en el seu nom. Més tard aquell dia, va anunciar que renunciava al litigi i s'unia novament a l'empresa, ja que pel que sembla no era plenament conscient dels detalls de la demanda.
El 26 de maig de 2019 es va reportar el seu intent de suïcidi al seu apartament però se la va portar immediatament a l'hospital.
El 24 de novembre de 2019 es va informar que va ser trobada morta al seu domicili del barri de Cheongdam-dong, al districte de Gangnam de Seül (Corea del Sud).

## Discografia
| Alohara (Can you feel it?)                                                 | - Publicat: 14 juliol 2015 - Etiqueta: DSP Entertainment, Loen Entertainment - Format: CD, descàrrega digital | 4 | 64 | 34 | 94 | - KOR: 6,280+ - JPN: 5,441+ |
| "—" Denota publicacions no classificades o no publicades en aquella regió. | |   |    |    |    |                             |

### Senzills
| Títol                                                                      | Any  | Posició a les llistes | Posició a les llistes | Vendes        | Àlbum                      |
| Títol                                                                      | Any  | KOR Gaon              | KOR Hot 100           | Vendes        | Àlbum                      |
| -------------------------------------------------------------------------- | ---- | --------------------- | --------------------- | ------------- | -------------------------- |
| «Secret Love» (시크릿 러브)                                                | 2012 | 68                    | 74                    | - KOR: 54,419 | Kara Solo Collection       |
| «Magic of Love» (사랑의 마법)                                              | 2013 |                       |                       |               | Galileo+                   |
| «Xoco Xip Cookies» (초코칩쿠키) (feat. Giriboy)                            | 2015 | 21                    | 85                    | - KOR: 37,204 | Alohara (Can you feel it?) |
| «How About Me?» (어때) (feat. YoungJi)                                     | 2015 | —                     | —                     | - KOR: 4,804  | Alohara (Can you feel it?) |
| «WILD»                                                                     | 2018 |                       |                       |               | TBA                        |
| «Midnight Queen»                                                           | 2019 |                       |                       |               | TBA                        |
| "—" Denota publicacions no classificades o no publicades en aquella regió. |      |                       |                       |               |                            |

### Altres aparicions
| Any  | Cançó                                                        | Altres artistes       | Àlbum                   |
| ---- | ------------------------------------------------------------ | --------------------- | ----------------------- |
| 2011 | «I Love You, I Want You, I Need You (Sweet Acoustic Veure.)» |                       | City Hunter OST Special |
| 2014 | «Talk About Love»                                            | Diversos artistes     | cançó sense àlbum       |
| 2017 | «Sign»                                                       | Thunder feat Goo Hara | Thunder                 |
| 2018 | «On A Good Day»                                              |                       | Jugglers OST            |

## Filmografia

### Pel·lícules
| Any  | Títol               | Paper    | Notes                     |
| ---- | ------------------- | -------- | ------------------------- |
| 2013 | KARA. The Animation | Ella     | Animació; versió japonesa |
| 2017 | Sound of a Footstep | Yoon-jae | Pel·lícula web            |

### Sèries de televisió
| Any  | Títol                  | Emissora  | Rol           |
| ---- | ---------------------- | --------- | ------------- |
| 2008 | The Person Is Coming   | MBC       | Cameo         |
| 2009 | Hero                   | MBC       | Cameo         |
| 2011 | URAKARA                | TV Tokyo  | Hara          |
| 2011 | City Hunter            | SBS       | Choi Da-hye   |
| 2013 | Galileo 2              | Fuji TV   | Cameo         |
| 2014 | Secret Love            | DRAMAcube | Lee Hyun-jung |
| 2014 | It's Okay, That's Love | SBS       | Cameo (Ep.16) |

### Espectacles de telerealitat (reality show)
| Any       | Títol                      | Emissora   | Notes                             |
| --------- | -------------------------- | ---------- | --------------------------------- |
| 2005      | Unwavered Dreams           | KBS        | Documental                        |
| 2008      | Check it Girl Season 2     | M.net      | Fashionista                       |
| 2008–2009 | Strange Casting – Season 2 | M.net      | Membre de repartiment             |
| 2009      | Hunters                    | MBC        | Membre de repartiment             |
| 2009–2010 | Invincible Youth           | KBS        | Membre de repartiment             |
| 2014      | ON & OFF: The Gossip       | MBC        | Primer espectacle de telerealitat |
| 2015      | A Style For You            | KBS        | MC                                |
| 2015      | Shaolin Clenched Fists     | SBS        | Membre de repartiment             |
| 2017      | Seoul Mat                  | tvN, Oliva | Membre de repartiment             |

### Esdeveniments
| Any  | Títol                             | Emissora             | Paper                                        |
| ---- | --------------------------------- | -------------------- | -------------------------------------------- |
| 2011 | Dream Concert 2011                | KBS                  | Presentadora amb Kim Heechul i Song Joong-ki |
| 2011 | Seoul-Tokyo Music Festival        | SBS                  | Presentadora amb Park Gyu-ri i altres.       |
| 2012 | Inkigayo                          | SBS                  | Presentadora amb Jung Nicole i IU            |
| 2012 | Korean Music Wave in Kobe         | MBC                  | Presentadora amb Han Seungyeon i Hongki      |
| 2013 | Dream Concert 2013                | KBS                  | Presentadora amb Onew i Doojoon              |
| 2013 | KBS Entertainment Awards          | KBS                  | Presentadora                                 |
| 2014 | Hallyu Dream Festival 2014        | KBS                  | presentadora amb Seu Kang-joon i Dasom       |
| 2015 | Dream Concert 2015                | KBS                  | Presentadora amb Dasom i Eunjung             |
| 2015 | Show! Champion - Yokohama Special | MBC Music            | Presentadora amb Heo Youngji                 |
| 2016 | Power Of K 2016                   | Korea TV Fes al Japó | Presentadora amb Leeteuk                     |

## Premis i nominacions
| Any  | Premi                       | Categoria               | Nominació              | Resultat  |
| ---- | --------------------------- | ----------------------- | ---------------------- | --------- |
| 2010 | Premis KBS Entertainment    | Millor MC femenina      | Invincible Youth       | Guanyador |
| 2011 | 5th Mnet 20's Choice Award  | Hot Campus Girl         | N/D                    | Guanyador |
| 2011 | Premis SBS Drama            | Nova estrella           | City Hunter            | Guanyador |
| 2013 | '50th' Savings Day          | Saving Award            | N/D                    | Guanyador |
| 2015 | 2015 Korean Nail Star Award | Categoria cantant       | Nail Hara              | Guanyador |
| 2015 | Premis SBS Entertainment    | Millor repte            | Shaolin Clenched Fists | Guanyador |
| 2015 | Premis SBS Entertainment    | Millor treball en equip | Shaolin Clenched Fists | Guanyador |